# Gauleiter
Gauleiter (pronunciació alemanya: [ˈɡaʊlaɪtɐ]) fou la denominació dels directors d'una subdivisió territorial del Partit Nacional Socialista dels Treballadors Alemanys (NSDAP), el partit nazi. Els nazis van anomenar aquestes subdivisions administratives Gau o Reichsgau.

Insígnia de vehicles dels Gauleiters

El Gauleiter era el 34è grau de la jerarquia; el 35è i darrer nivell era constituït pels divuit Reichsleiter o directors nacionals, que tenien una competència tranversal (premsa, joventud, propaganda...) per tot el Reich. Ambdós estaven directament sota l'autoritat d'Adolf Hitler. A molts dels gauleiters, que es consideraven i comportaven com a petits hitlers de la seva regió, no li agradava gaire la interferència dels reichsleiters i això era una freqüent font de conflictes de competència i d'autoritat. En tenir acumulats en la seva persona les funcions de Gauleiter de Berlín de 1929 al 1945, una de les gaus més importants amb la de Reichsleiter de la propaganda, Joseph Goebbels va poder desenvolupar-se com una de les més poderosos nazis després Hitler.

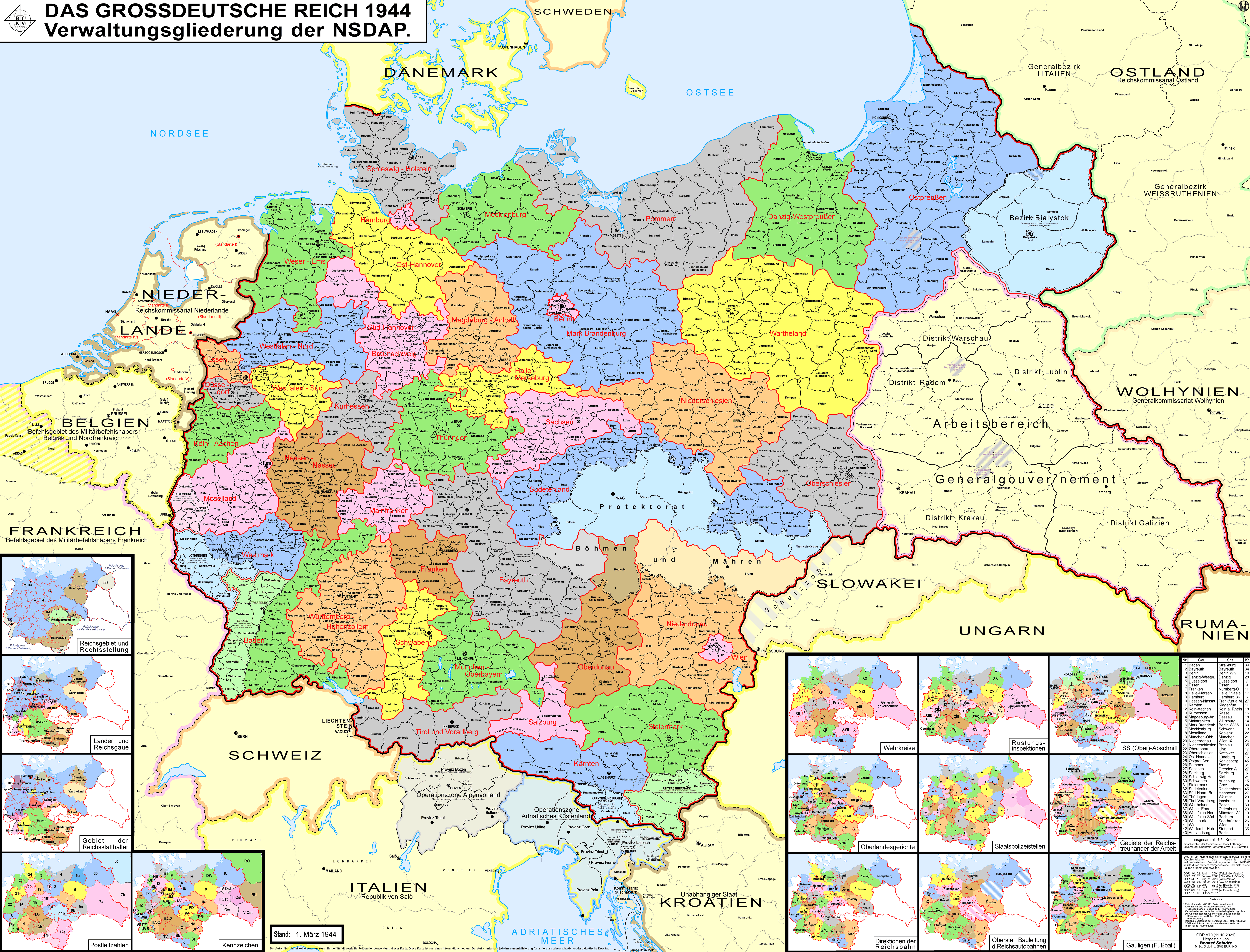
Divisió administrativa de les Gaus al tercer Reich el 1944

Després de la guerra s'ha convertit en un terme pejoratiu utilitzat per referir-se a qualsevol funcionari local dominant, amb tendència a la utilització dictatorial del poder polític o burocràtic. A l'Espanya franquista equivaldria, si fa no fa, al càrrec de Jefe Provincial. Com a càrrec polític nazi, fou creat el 1922 per Hitler que anomenava els caps polítics regionals del Partit. Només responien davant Hitler i eren part de l'anomenat Cos de Líders del NSDAP. Posteriorment a 1939, també es va designar un Gauleiter a cada regió ocupada pels alemanys.
Etimologia
La paraula alemanya Leiter vol dir «director», mentre que Gau era el nom medieval d'una conca fluvial o Au, situada entre dos rius; el mot Gau es pot traduir al català com a Comarca. Va ser un dels termes arcaics de l'Alemanya medieval recuperat pels nazis.

## Llista delsGauleitersamb elGaurespectiu
- Auslands-Organisation der NSDAP (NSDAP/AO)
  - Hans Nieland (1930–1933)
  - Ernst Bohle (1933–1945)

- Gau Baden:
  - Robert Wagner (1925–1945)

- Gau Bayerische Ostmark:
  - Hans Schemm (1933–1935)

- Gau Berlin:
  - Joseph Goebbels (1929–1945)

- Gau Berlin-Brandenburg:
  - Ernst Schlange (1925–1926)
  - Joseph Goebbels (1926–1928)

- Gau Brandenburg:
  - Emil Holz (1928–1930)
  - Ernst Schlange (1930–1933)

- Gau Danzig (després de 1939 Danzig-Westpreussen):
  - Hans-Albert Hohnfeldt (1926–1928)
  - Walter Maaß (1928–1930)
  - Albert Forster (1930–1945)

- Gau Düsseldorf:
  - Friedrich Karl Florian (1929–1945)

- Gau Essen:
  - Josef Terboven (1928–1945)
    - substitut: Fritz Schlessmann (1940–1945)

- Reichsgau Flandern:
  - Jef van de Wiele (1944–1945)

- Gau Franken:
  - Julius Streicher (1929–1940)
  - Hans Zimmermann (1940–1941)
  - Karl Holz (1942–1945)
    - Ställföreträdande Gauleiter: Karl Holz (1940–1945)

- Gau Halle-Merseburg:
  - Walter Ernst (1925–1926)
  - Paul Hinkler (1926–1930)
  - Rudolf Jordan (1930–1937)
  - Joachim Albrecht Eggeling (1938–1945)

- Gau Hamburg:
  - Josef Klant (1925–1926)
  - Albert Krebs (1927–1928)
  - Hinrich Lohse (1928–1929)
  - Karl Kaufmann (1929–1945)

- Gau Hannover-Sud:
  - Ludolf Haase (1927–1928)

- Gau Hessen-Darmstadt:
  - Friedrich Ringhausen (1927–1931)
  - Peter Gmeinder (1931)
  - Karl Lenz (1932–1933)

- Gau Hessen-Nassau:
  - Jakob Sprenger (1933–1945)

- Gau Hessen-Nassau-Nord:
  - Walter Schultz (1926–1927)
  - Karl Weinrich (1927–1943)
  - Gauleiter interí: Karl Gerland (1944–1945)

- Gau Hessen-Nassau-Süd:
  - Anton Haselmayer (1925–1926)
  - Walter Schultz (1926–1927)
  - Jakob Sprenger (1927–1933)

- Gau Kärnten:
  - Hubert Klausner (1939–1940)
  - Franz Kutschera (1940–1941)
  - Friedrich Rainer (1942–1944)

- Gau Koblenz-Trier,:
  - Gustav Simon (1931–1941)
  - L'agost del 1940 s'hi integra el territori del Gran Ducat de Luxemburg.
  - A partir del 24/01/1941 passa a denominar-se → Gau Moselland:

- Gau Köln-Aachen
  - Joseph Grohé (1931–1945)

- Gau Kurmark:
  - Wilhelm Kube (1933–1936)
  - Emil Stürtz (1939–1945)

- Gau Lüneburg-Stade:
  - Bernhard Rust (1925–1928)

- Gau Magdeburg-Anhalt:
  - Hermann Schmischke (1925–1928)
  - Wilhelm Friedrich Loeper (1927–1933)
  - Paul Hofmann (1933)
  - Wilhelm Friedrich Loeper (1934–1935)
  - Joachim Albrecht Eggeling (1935–1937)
  - Rudolf Jordan (1937–1945)

- Gau Mecklenburg:
  - Friedrich Hildebrandt (1925–1930)
  - Herbert Albrecht (1930–1931)
  - Friedrich Hildebrandt (1931–1945)

- Gau Mittelfranken:
  - Wilhelm Grimm (1928-1929)

- Gau Moselland:
  - Gustav Simon (1941–1945)
  - Creat a partir del 24/01/1941 amb l'annexió de facto al Reich de Luxemburg

- Gau München-Oberbayern:
  - Adolf Wagner (1933–1944)
  - Paul Giesler (1944–1945)

- Gau Niederbayern:
  - Fritz Reinhardt (1928-1930)
  - Otto Ebersdobler (1930–1932)

- Gau Niederbayern–Oberpfalz:
  - Gregor Strasser (1925–1929)

- Gau Niederdonau:
  - Hugo Jury (1939–1945)

- Gau Niederschlesien:
  - Karl Hanke (1940–1945)

- Gau Oberdonau:
  - August Eigruber (1939–1945)

- Gau Oberfranken:
  - Hans Schemm (1928–1933)

- Gau Oberpfalz:
  - Franz Maierhofer (1929–1932)

- Gau Oberschlesien:
  - Fritz Bracht (1940–1945)

- Gau Ost-Hannover:
  - Otto Telschow (1928–1945)

- Gau Ostmark:
  - Wilhelm Kube (1928–1933)

- Gau Ostpreußen:
  - Bruno Gustav Scherwitz (1925–1927)
  - Erich Koch (1928–1945)

- Gau Pfalz–Saar:
  - Josef Bürckel (1935–1944)
  - Willi Stöhr (1944–1945)

- Gau Pommern:
  - Theodor Vahlen (1925–1927)
  - Walter von Corswant (1928–1931)
  - Wilhelm Karpenstein (1931–1934)
  - Franz Schwede-Coburg (1935–1945)

- Gau Rheinland–Nord:
  - Karl Kaufmann (1925–1926)

- Gau Rheinland–Süd:
  - Heinrich Haake (1925)
  - Robert Ley (1925–1931)

- Gau Rheinpfalz:
  - Josef Bürckel (1926–1935)

- Gau Ruhr:
  - Karl Kaufmann (1926–1929)
  - Josef Wagner (1929–1931)

- Gau Saarland:
  - Josef Bürckel (1933–1935)

- Gau Sachsen:
  - Martin Mutschmann (1925–1945)

- Gau Salzburg:
  - Friedrich Rainer (1939–1941)
  - Gustav Adolf Scheel (1941–1945)

- Gau Schlesien:
  - Helmut Brückner (1925-1934)
  - Josef Wagner (1934-1940)

- Gau Schleswig-Holstein:
  - Hinrich Lohse (1925–1945)

- Gau Schwaben:
  - Karl Wahl (1928–1945)

- Gau Steiermark:
  - Siegfried Uiberreither (1939–1945)

- Gau Sudetengau (després del 1939 Sudetenland):
  - Konrad Henlein (1939–1945)

- Gau Sudhannover-Braunschweig:
  - Bernhard Rust (1928–1940)
  - Hartmann Lauterbacher (1940–1945)

- Gau Thüringen:
  - Artur Dinter (1925–1927)
  - Fritz Sauckel (1927–1945)

- Gau Tirol:
  - Franz Hofer (1932–1933)

- Gau Tirol-Vorarlberg:
  - Franz Hofer (1938–1945)

- Gau Unterfranken:
  - Otto Hellmuth (1928–1945)

- Reichsgau Wallonien:
  - Léon Degrelle (1944-1945)

- Reichsgau Wartheland:
  - Arthur Greiser (1939–1945)

- Gau Weser-Ems:
  - Karl Rover (1929–1942)
  - Paul Wegener (1942–1945)

- Gau Westfalen:
  - Franz Pfeffer von Salomon (1925–1926)

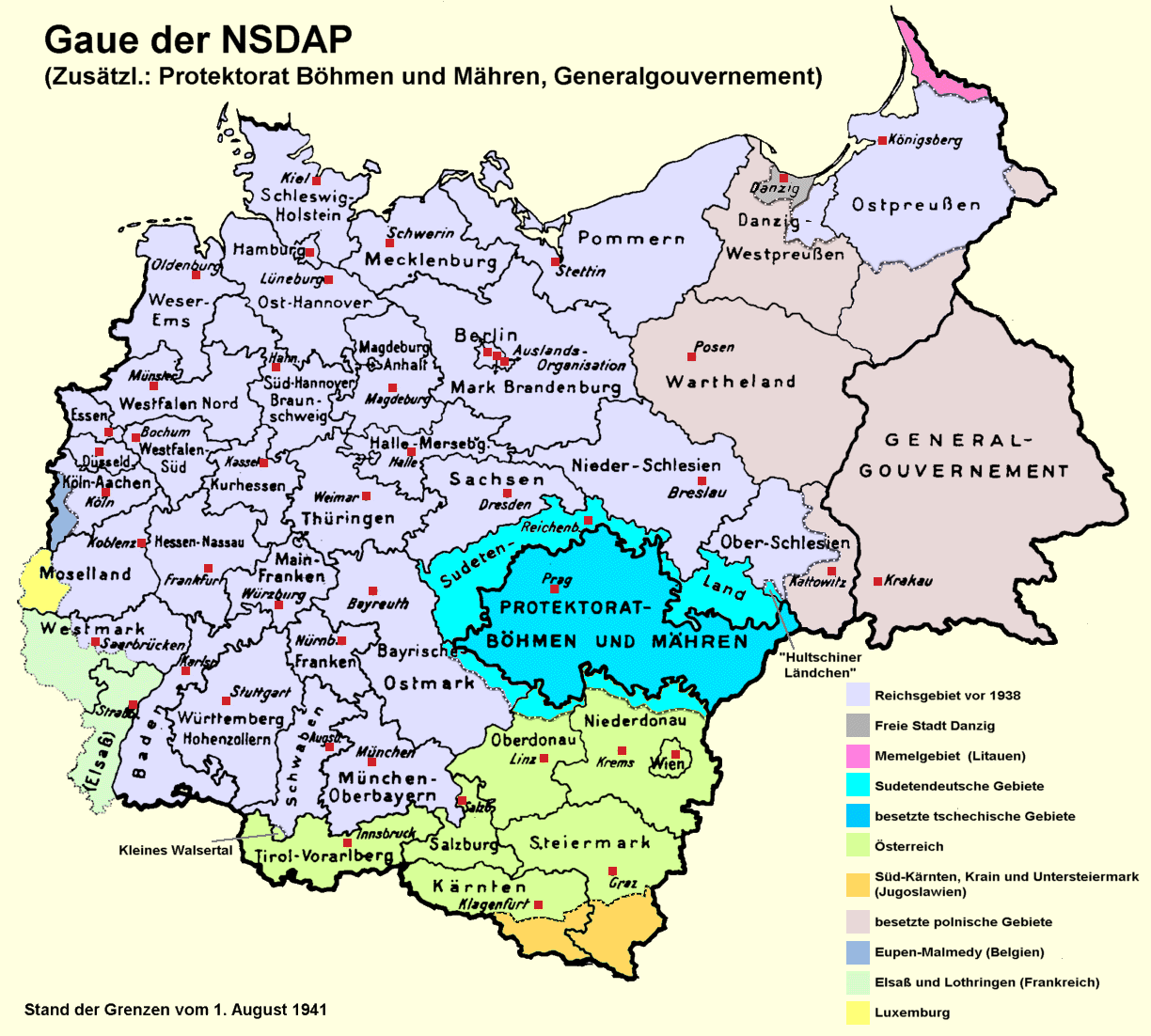
Divisió en Gaus, 1941

- Gau Westfalen-Nord:
  - Alfred Meyer (1932–1945)

- Gau Westfalen-Sud:
  - Josef Wagner (1932–1941)
  - Paul Giesler (1941–1943)
  - Albert Hoffmann (1943-1945)

- Gau Wien:
  - Odilo Globocnik (1938–1939)
  - Josef Bürckel (1939–1940)
  - Baldur von Schirach (1940–1945)

- Gau Württemberg-Hohenzollern:
  - Eugen Munder (1925–1928)
  - Wilhelm Murr (1928–1945)